# Vyhlášení války

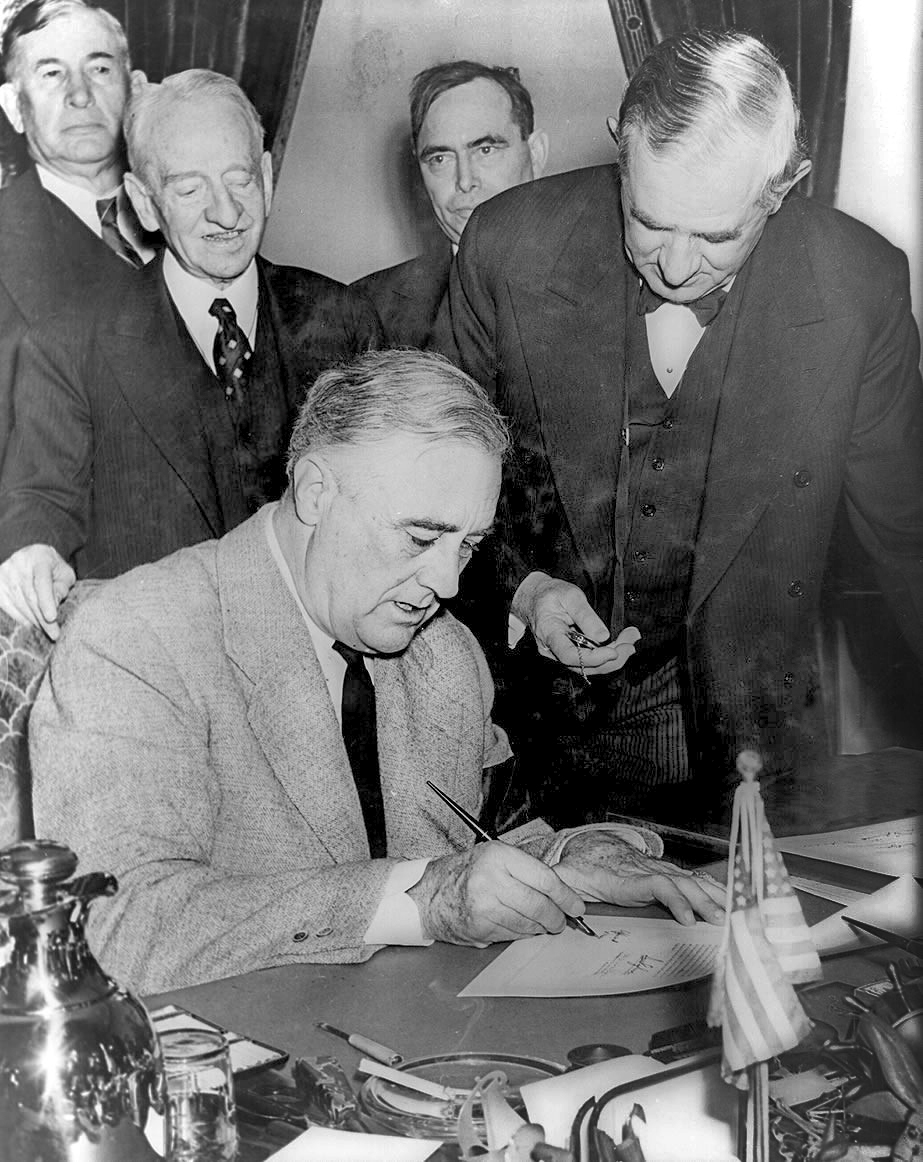
Americký prezident Franklin D. Roosevelt podepisuje usnesení Kongresu o vyhlášení války nacistickému Německu, 11. prosince 1941

Vyhlášení války či vypovězení války je formální veřejně deklarovaný akt nepřátelství – psaný nebo formou projevu – kterým oprávněný orgán státní vlády vyhlašuje, že mezi znepřátelenými stranami nastal válečný stav. Tímto krokem se mezi válčícími stranami přerušují všechny mírové vztahy a začínají se uplatňovat normy válečného práva. Z toho důvodu  dochází k přerušení diplomatických, konzulárních a obchodních styků, pozastavení platnosti dvoustranných smluv, změně právního postavení příslušníků nepřátelského státu atd. Zákonná úprava toho, kdo je oprávněn vyhlásit válku, se liší mezi jednotlivými státy a formami vlády. 

## Historie

### Starověké Řecko a Řím
Ve Starověkém Řecku byl dán apel na oficiální vyhlášení války. Během Olympijských her se války nevyhlašovaly a panovalo příměří, bylo také zakázáno útočit na civilní obyvatelstvo. 
Podle římského práva, měl pravomoc vyhlašovat války sbor kněžích. Nejdříve byly ohlášeny římské požadavky a pokud nebyly naplněny do 33 dnů mohla být vyhlášena válka.

### Středověk
Podle sv. Augustina měl mít právo na vyhlášení války pouze vladař, z toho důvodu, že čím méně lidí má pravomoc vyhlásit válku, tím méně válek bude. Augustinovo filosofií se v tomto ohledu poté inspirovali mnozí středověcí filosofové. Pro středověk byl také důležitý princip svaté války, které byla vedena z Boží autority a vyhlašovat ji mohli světští představitele.

### Novověk
John Locke v 17. století přichází s myšlenkou, že válka je násilným činem, proto by důvodem k vyhlášení války měla být jen reakce na již vykonané násilí. Od 19. stol. jsou války chápány jako obrana státních zájmů a stát je legitimní autoritou k vyhlášení války.  
V 19. století vznikly Haagské a Ženevské úmluvy, které zákony války kodifikují. Oficiální mezinárodní protokol pro vyhlášení války byl definován III. úmluvou II. Haagské konference z roku 1907. Podle té má vypovězení války mít podobu válečného prohlášení s odůvodněním, nebo ultimáta s podmíněným prohlášením války. Vypovědět válku je možné pouze jinému svrchovanému plnoprávnému členu mezinárodního společenství, nikoli mezinárodní organizaci. Haagská úmluva explicitně zakotvila povinnost vyhlašovat válku, jednalo se však o kodifikaci již existujícího obyčeje. Bez vyhlášení války se na státy například nevztahovalo mezinárodní humanitární právo. Podle revize Ženevských úmluv z roku 1949 se však tyto vedle případů vyhlášené války vztahují i na všechny případy jakéhokoli jiného ozbrojeného konfliktu mezi smluvními stranami, i když válečný stav není uznáván jednou z nich.
Od roku 1945 byla přijata Charta Organizace spojených národů, která zakazuje jak hrozbu silou, tak použití síly v mezinárodních konfliktech. Vyhlášení války tak přestalo být používaným nástrojem zahraniční politiky. Rada bezpečnosti OSN však může podle Charty povolit kolektivní vojenskou akci za účelem udržení nebo obnovení mezinárodního míru a bezpečnosti a rovněž uznává přirozené právo států na individuální nebo kolektivní sebeobranu, dojde-li k ozbrojenému útoku.

## Vyhlášení války podle zemí

### Československo
Československá ústava z roku 1920 pracovala s pojmy vypovězení války a prohlášení válečného stavu. V ustanovení § 33 stanovila že "K usnesení o vypovědění války, ke změně této ústavní listiny a jejích součástí je třeba třípětinové většiny všech členů v každé sněmovně." V ustanovení § 64 pak prezidentu republiky dávala pravomoc: "prohlašuje válečný stav, vypovídá s předchozím souhlasem Národního shromáždění válku a předkládá mu sjednaný mír k vyslovení souhlasu". Exilová vláda v Londýně v prosinci 1941 vydala prohlášení válečného stavu s Německem a dalšími státy, kde konstatovala existenci válečného stavu aniž by současně vyhlásila válku.
Obdobná situace byla ve Slovenské republice, kde ústava z roku 1939 hovořila o pravomoci vyhlášení války a uzavření míru, která byla v kompetenci prezidenta se souhlasem Sněmu. Poté, co se Slovensko jako spojenec nacistického Německa zapojilo do druhé světové války, však nevyhlásilo válku, nýbrž pouze oznámilo zahájení bojů (v případě Sovětského svazu 24. června 1941) nebo vstup do válečného stavu (v případě Spojených států a Spojeného království 12. prosince 1941).

### Česko
Nynější Ústava České republiky vyhlášení války nezná, definuje však vyhlášení válečného stavu. Pravomoc vyhlásit válečný stav má Parlament České republiky a to nadpoloviční většinou všech poslanců (tj. 101) a nadpoloviční většinou všech senátorů (tj. 41). Rozhodnutí o vyhlášení válečného stavu se sděluje hromadnými sdělovacími prostředky a vyhlašuje se stejně jako zákon. Účinnosti nabývá okamžikem, který se v rozhodnutí stanoví. Parlamentem řádně vyhlášený válečný stav, (či případně stav ohrožení státu) je podmínkou pro přijetí dalších opatření nezbytných pro zajišťování bezpečnosti a obrany státu.  Podle jednoho právního výkladu má vyhlášení válečného stavu duální charakter, kdy vedle vnitrostátních účinků představuje zároveň akt mezinárodněprávního významu a je ekvivalentem tradičnímu vyhlášení války vůči nepřátelskému státu. Pode jiného výkladu je vyhlášení válečného stavu pouze formální oznámení existující situace, které nemá z pohledu mezinárodního práva žádný efekt.
Podle českého trestního zákoníku je příprava a podněcování útočné války a agrese trestné.

### Izrael
Před rokem 1992 izraelská ústava vyhlášení války neupravovala. Novelizací základního zákona o vládě bylo stanoveno, že vyhlášení války podléhá rozhodnutí vlády a stát může vstoupit do válečného stavu pouze na jeho základě; tato úprava však nevyloučila možnost přijetí nezbytných vojenských opatření k obraně státu a zajištění veřejné bezpečnosti i bez vyhlášení války. Rozhodnutí vlády o zahájení války musí být bezodkladně oznámeno Výboru Knesetu pro zahraniční věci a obranu, přičemž předseda vlády informuje o tomto rozhodnutí také plénum Knesetu. V případě obranných vojenských akcí bez vyhlášení války je rovněž nutné co nejdříve informovat Výbor pro zahraniční věci a obranu. Totožnou úpravu používá i novelizovaný zákon z roku 2001. Poprvé byla válka podle tohoto ustanovení vyhlášena 8. října 2023 v reakci na útok hnutí Hamás.

### Panama
Přestože Panama od roku 1994 nemá ozbrojené síly, má zakotvené vyhlášení války v ústavě. Podle článku 139 má Národní shromáždění pravomoc vyhlásit válku a rovněž zmocnit výkonnou moc k sjednání míru. Naposledy k využití tohoto článku došlo 15. prosince 1989, kdy Národní shromáždění na návrh diktátora Manuela Noriegy vyhlásilo, že je ve válečném stavu s USA, což vedlo k následné invazi.

### Japonsko
Podle ústavy z roku 1890 měl pouze císař pravomoc vyhlašovat válku a uzavírat mír. Toto právo bylo využito v několika konfliktech:
| Konflikt                    | Země které byla válka vyhlášena | Datum            | Císař    | Zdroj  |
| --------------------------- | ------------------------------- | ---------------- | -------- | ------ |
| První čínsko‑japonská válka | říše Čching                     | 1. srpna 1894    | Mucihito | [ 28 ] |
| Rusko‑japonská válka        | Ruské impérium                  | 10. února 1904   | Mucihito | [ 29 ] |
| První světová válka         | Německá říše                    | 23. srpna 1914   | Jošihito | [ 30 ] |
| První světová válka         | Rakousko-Uhersko                | 25. srpna 1914   | Jošihito | [ 31 ] |
| Druhá světová válka         | USA                             | 8. prosince 1941 | Hirohito | [ 32 ] |
| Druhá světová válka         | Velká Británie                  | 8. prosince 1941 | Hirohito | [ 32 ] |

V ústavě z roku 1947 se Japonsko zřeklo války jako suverénního práva národa a hrozby síly nebo jejího použití jako prostředku řešení mezinárodních sporů; pravomoc vyhlásit válku tak byla zrušena.

### Slovensko
Podle Ústavy Slovenské republiky se na vyhlášení války (slovensky vypovedanie vojny) jinému státu usnáší Národní rada třípětinovou většinou všech poslanců, a to pouze pokud je Slovenská republika napadena nebo vyplývá-li to ze závazků z mezinárodních smluv o společné obraně proti napadení. Samotný akt vyhlášení války provádí prezident, který rovněž uzavírá mír, a to na základě usnesení Národní rady přijatého nadpoloviční většinou přítomných poslanců. Ústavním zákonem o bezpečnosti státu je pak upravena válka jako vnitrostátní krizový stav společně s válečným stavem (slovensky vojnový stav), který funguje jako předstupeň války. Jak vyhlášení války, tak vyhlášení válečného stavu se vždy vztahuje na celé území Slovenské republiky. V obou případech je možné zavedení mimořádných opatření, jako je vyhlášení mobilizace či odložení konání voleb a rovněž svolání Parlamentní rady, která vykonává pravomoci Národní rady, pokud válečná situace neumožňuje konání schůze. Rozpustit Národní radu za války či válečného stavu není možné.

### Spojené království
Podle ústavních zvyklostí je pravomoc vyhlašovat válku a mír výsadou (prerogativou) panovníka. V praxi je však takové rozhodnutí podmíněno souhlasem vlády, případně je přímo vykonáno vládou či jejím předsedou (jako např. vyhlášení války nacistickému Německu z 3. září 1939 premiérem Chamberlainem). Od formálního vyhlášení války Siamu v roce 1942 nebyla žádná válka Spojeným královstvím oficiálně vyhlášena. V praxi však vláda zpravidla informuje Dolní sněmovnu o významných vojenských operacích – buď před jejich zahájením, nebo následně  – přičemž v některých případech je toto oznámení doprovázeno parlamentní debatou. Vládní manuál z roku 2011 stanoví, že rozhodnutí o vojenském zásahu přísluší vládě a současně uznává existenci ustálené ústavní konvence, podle níž by měla mít Dolní sněmovna možnost projednat otázku nasazení ozbrojených sil ještě před jejich vysláním. Tuto konvenci se vláda zavázala dodržovat, s výjimkou naléhavých situací, kdy by takový postup nebyl proveditelný nebo vhodný.

### USA
Podle článku I, oddílu 8 Ústavy má pravomoc vyhlásit válku pouze Kongres. Proces je obdobný jako při schvalování zákona, usnesení o vyhlášení války tak musí schválit obě komory a následně podepsat prezident. K tomuto došlo v historii v jedenácti případech:
| Konflikt                 | Země které byla válka vyhlášena | Datum             | Prezident             |
| ------------------------ | ------------------------------- | ----------------- | --------------------- |
| Britsko-americká válka   | Velká Británie                  | 17. června 1812   | James Madison         |
| Mexicko‑americká válka   | Mexiko                          | 12. května 1846   | James K. Polk         |
| Španělsko‑americká válka | Španělsko                       | 25. dubna 1898    | William McKinley      |
| První světová válka      | Německo                         | 4. dubna 1917     | Woodrow Wilson        |
| První světová válka      | Rakousko-Uhersko                | 7. prosince 1917  | Woodrow Wilson        |
| Druhá světová válka      | Japonsko                        | 8. prosince 1941  | Franklin D. Roosevelt |
| Druhá světová válka      | Neměcko                         | 11. prosince 1941 | Franklin D. Roosevelt |
| Druhá světová válka      | Itálie                          | 11. prosince 1941 | Franklin D. Roosevelt |
| Druhá světová válka      | Maďarsko                        | 4. června 1942    | Franklin D. Roosevelt |
| Druhá světová válka      | Rumunsko                        | 4. června 1942    | Franklin D. Roosevelt |
| Druhá světová válka      | Bulharsko                       | 4. června 1942    | Franklin D. Roosevelt |

Po druhé světové válce se tato kompetence ukázala jako částečně obsoletní. Prezidenti opakovaně uplatňovali rozsáhlé pravomoci plynoucí z postavení vrchního velitele ozbrojených sil a při vysílání vojenských jednotek do zahraničí se často neřídil formálním souhlasem Kongresu, což vyvolalo vážnou politickou kontroverzi, zejména během války ve Vietnamu. V reakci na tuto situaci Kongres přijal v roce 1973, přes veto prezidenta Nixona, zákon zvaný Usnesení o válečných pravomocech (anglicky War Powers Resolution). Tento zákon měl omezit pravomoci prezidenta v oblasti jednostranného vojenského angažmá při absenci vyhlášení války a posílit kontrolní úlohu Kongresu. Vojenské operace mohou být prováděny pouze na základě zákonného zmocnění k ozbrojeným akcím, nebo v případě útoku na Spojené státy, jejich území, jejich majetek nebo jejich ozbrojené síly. Zákon dále vyžaduje, aby prezident do 48 hodin informoval Kongres o nasazení ozbrojených sil k vojenské akci, a zakazuje ozbrojeným silám zůstat v zahraničí bez vyhlášení války nebo povolení Kongresu déle než 60 dní (s 30denní lhůtou pro stažení).